# Keith Richards
Keith Richards (rođen 18. prosinca 1943.) je engleski gitarist diljem svijeta poznat kao "prva gitara" rock sastava The Rolling Stones. Iako se njegovo glazbeno stvaralaštvo prvenstveno veže uz Stonse gdje je uz Micka Jaggera autor najpoznatijih uspješnica Stonsa kao što su (I Can't Get No) Satisfaction i Jumpin' Jack Flash, također je objavio i tri samostalna albuma te uspješno sudjelovao u mnogo glazbenih projekata s veličinama poput Toma Waitsa, The Edgea, Arethom Franklin i drugima.
Richards se često naziva i Licem rock'n'rolla jer je kroz više od pedeset godina svoje karijere postao istinskom ikonom rock glazbe. Pod time se ne misli samo na njegov izniman glazbeni opus, ponajviše ostvaren kroz karijeru sa Stonsima, već i na njegov, čak i za standarde rock zvijezda, raskalašen život. Alkohol, droga i cigarete u enormnim količinama, bile su, a velikim dijelom su i sada, sastavni dio njegova života. Također, bilo bi nepravedno izostaviti tri žene koje su u mnogome utjecale na njegov život. Njegova prva ozbiljnija djevojka Linda Keith koja je kasnije jurila za Jimijem Hendrixom, zatim svojedobna muza Stonsa, glumica Anita Pallenberg (prvo hodala s Brianom Jonesom), koja je bila i Keithova prva žena. Ta veza/brak trajala je više od deset godina kad je krajem sedamdesetih Richards upoznao Patti Hansen s kojom je već od početka osamdesetih sretno oženjen.
Na nagovor prijatelja Johnnyja Deppa, Richards se 2007. okušao u ulozi Edwarda Teaguea, oca Deppovog lika Jacka Sparrowa, u pustolovnom filmu Pirati s Kariba: Na kraju svijeta, trećem u serijalu Pirati s Kariba. Richards je ulogu ponovio i 2011. u filmu Pirati s Kariba: Nepoznate plime te je najavio da će se također pojaviti u petom filmu, Pirati s Kariba: Mrtvaci ne govore.